# 武趾虎屬
武趾虎屬（学名：Hoplodactylus）是新西蘭特有的兩屬澳洲蜥虎科之一。
武趾虎屬的物種傾向都是呈深色的，一般都是在褐色或灰色主色中變化，也會有一些呈綠色的物種，如H. granulatus。例外的是H. rakiurae，牠們的身體顏色單調，但有突出的人字形斑紋，斑紋呈綠色、褐色、黑色及白色。
雖然武趾虎屬物種的顏色不及新西蘭壁虎屬的鮮艷及突出，但是牠們可以轉變皮膚顏色及斑紋來偽裝保護自己，減少受掠食者襲擊的風險。某些武趾虎屬物種轉變顏色的功能可以幫助牠們控制體溫。在寒冷的季節時，牠們可以將身體的顏色轉為較深色，以增加吸入的熱量；相反，在夏天的時候，牠們又可以轉回淺色的身體，保持涼快。武趾虎屬都是晚間活動的，並非純粹棲於樹上，也會走到地上生活。
武趾虎屬的尾巴不能抓住東西，故在受到掠食者威脅時，很快就會丟下尾巴逃走。大部份武趾虎屬都有較新西蘭壁虎屬闊的腳趾。
H. duvaucelii是新西蘭現存最大的壁虎，但牠們正面臨入侵物種，如溝鼠掠食的威脅，被迫遷到沒有威脅的離岸群島上。已滅絕的新西蘭杜歐高壁虎是世上體型最大的壁虎。牠們的標本是於1800年代發現，但一直遺在法國博物館多過一個世紀，要到1986年才有第一次的描述。

## 下属物种
本属包括以下物种：
- Hoplodactylus chrysosireticus
- 新西兰武趾虎 Hoplodactylus duvaucelii (Duméril & Bibron, 1836)
- Hoplodactylus granulatus
- Hoplodactylus kahutarae
- Hoplodactylus maculatus
- Hoplodactylus nebulosus
- 太平洋武趾虎 Hoplodactylus pacificus (Gray, 1842)，为Dactylocnemis pacificus (Gray, 1842)的异名
- Hoplodactylus rakiurae Thomas, 1981，为Tukutuku rakiurae (Thomas, 1981)的异名
- Hoplodactylus stephensi Robb, 1980，为Toropuku stephensi (Robb, 1980)的异名
- Hoplodactylus tohu Scarsbrook, Walton, Rawlence & Hitchmough, 2023[3]
- Hoplodactylus cryptozoicus

## 外部連結
- New Zealand geckos: Native animal conservation （页面存档备份，存于）
- Jewell, T.  (PDF). Department of Conservation, Wellington, New Zealand. 2006  [2007-09-05]. （原始内容存档 (PDF)于2012-03-02）.